# Johannes Bosscha
Johannes Bosscha Jr. (n. 18 noiembrie 1831, Breda, Țările de Jos – d. 15 aprilie 1911, Heemstede, Olanda de Nord, Țările de Jos) a fost un fizician neerlandez.
A întreprins cercetări în domeniul electrolizei și undelor sonore.
A fost printre primii care a aplicat principiul întâi al termodinamicii la fenomenele electrice.